# 前島元助
前島 元助（まえじま もとすけ、嘉永2年12月11日〈1850年1月23日〉 - 1926年〈大正15年〉5月26日）は、明治時代の政治家、実業家である。長野県長野市の人物で、政界では市会議員・議長（初代）や衆議院議員（当選1回）、実業界では長野貯蔵銀行頭取や信濃新聞（信濃毎日新聞発行元）社長などを務めた。

## 来歴
嘉永2年12月11日（新暦：1850年1月23日）の生まれ。善光寺門前の長野市大門町において「高田屋」の屋号で缶詰商を営む。
1897年（明治30年）4月の長野市市制施行に伴って同年6月に行われた第1回市会議員選挙にて当選、市会議員となる。6月14日開会の初市会において初代議長に推された。3年後、1900年（明治33年）4月の市会議員半数改選で再選され、1904年（明治37年）3月まで引き続き議長を務めた。同年3月1日実施の第9回衆議院議員総選挙では長野県市部（長野市）選挙区の候補者として立憲政友会により擁立され、山田禎三郎を破って当選、衆議院議員となった。1908年（明治41年）5月実施の第10回総選挙には立候補していない。
実業界では就任時期不詳だが株式会社長野貯蔵銀行の頭取を務めた。長野貯蔵銀行は1880年（明治13年）に宮下太七郎らによって設立された、長野市内では初期の私立銀行である。1895年時点では坂口佐太郎が頭取（前島は宮下らとともに取締役）であるが、1896年の役員録には前島が頭取を務めるとある。1896年時点では他に信濃銀行取締役（頭取は小坂善之助）も務める。
1897年、長野市の電力会社長野電灯の設立に際し小坂善之助・宮下太七郎らと発起人に加わる。1898年の役員録には長野電灯で取締役を務めるとある。同年時点では「信濃毎日新聞」を発行する新聞社信濃新聞の取締役にも在任する。この信濃新聞では1898年12月より岡本孝平に代わって小坂善之助が社長となったが、小坂が衆議院議員に当選したため1902年（明治35年）から1904年にかけて一時的に前島が社長を務めている。第9回総選挙直前の1904年2月に信濃新聞・長野電灯両社の取締役を辞任した。
1908年初頭時点では長野貯蔵銀行頭取および信濃銀行取締役・長野電灯取締役（1906年1月再任）に在任中であったが、同年8月信濃銀行取締役、9月長野電灯取締役、そして10月長野貯蔵銀行取締役、という順でいずれも辞任している。なお、長野貯蔵銀行はその後1912年（大正元年）に明正貯蓄銀行へと社名を変更、さらに善光寺貯蓄銀行を経て善光寺銀行となったのち、1923年（大正12年）に長野実業銀行（2代目信濃銀行の前身）へと統合された。
1926年（大正15年）5月26日に死去。76歳没。